# Wolfgang Schreiber (Musikkritiker)
Wolfgang Schreiber (geboren 1939 in Koblenz) ist ein deutscher Musikkritiker. 

## Leben
Wolfgang Schreiber wuchs in Bingen auf und besuchte dort das Stefan-George-Gymnasium. Er studierte Philosophie, Germanistik, Geschichte und Musikwissenschaft in Mainz, Mailand und Regensburg. Er arbeitete sieben Jahre als Korrespondent für Tageszeitungen, Zeitschriften und Rundfunkanstalten in Wien. Ab 1978 war er in München Redakteur und Musikkritiker der Süddeutschen Zeitung. Seit 2002 arbeitet er als freier Publizist in München und Berlin. Seine 1971 bei Rowohlt erschienene Einführung zu Gustav Mahler wurde mehrfach aufgelegt.  

## Schriften
- Gustav Mahler in Selbstzeugnissen und Bilddokumenten. Reinbek : Rowohlt, 1971
- Konrad Rufus Müller, Harald Eggebrecht, Wolfgang Schreiber: Sergiu Celibidache. Bergisch Gladbach : Lübbe, 1992
- Große Dirigenten. Vorwort Sir Peter Jonas. München : Piper, 2005
- Claudio Abbado. Der stille Revolutionär. München : Beck, 2019